# Телониъс Монк
Тело̀ниъс Сфѝър Мо̀нк (на английски: Thelonious Sphere Monk) е джазов композитор и пианист, смятан от мнозина за един от най-великите музиканти в историята на джаза.
Притежава неповторим импровизаторски стил и допринася за изграждането на репертоара от джазови стандарти, включително с „Епистръфи“ (Epistrophy), „Раунд Миднайт“ ('Round Midnight), „Блу Монк“ (Blue Monk), „Стрейт, Ноу Чейсър“ (Straight, No Chaser) и „Уел, Ю Нийдънт“ (Well, You Needn't). Монк често е определян като основател на поджанра бибоп, като неговият стил на свирене по-късно се отдалечава от тази форма. Неговите композиции и импровизации изобилстват с дисонантни хармонии и остри мелодични извивки и много трудно биха били изолирани от нетрадиционния подход на Монк към пианото, който съчетава силни перкусионни атаки с резки, драматични паузи и колебания.

## Дискография
- After Hours at Minton’s (1943)
- Genius Of Modern Music: Volume 1 (1947 – 1948)
- Genius Of Modern Music: Volume 2 (1947 – 1952)
- Thelonious Monk Trio (1952)
- Monk (1953)
- Thelonious Monk and Sonny Rollins (1953)
- Thelonious Monk Plays Duke Ellington (1955)
- The Unique Thelonious Monk (1956)
- Brilliant Corners (1957)
- Thelonious Himself (1957)
- Thelonious Monk with John Coltrane (1957)
- Art Blakey’s Jazz Messengers with Thelonious Monk (1957)
- Monk’s Music (1957)
- Mulligan Meets Monk (1957)
- Thelonious Monk Quartet with John Coltrane at Carnegie Hall (1957)
- Blues Five Spot (1958)
- Thelonious in Action (1958)
- Misterioso (1958)
- The Thelonious Monk Orchestra at Town Hall (1959)
- 5 by Monk by 5 (1958)
- Thelonious Alone in San Francisco (1958)
- Thelonious Monk And The Jazz Giants (1959)
- Thelonious Monk at the Blackhawk (1960)
- Monk in France (1961)
- Monk’s Dream (1962)
- Criss Cross (1962)
- April in Paris (1963)
- Monk in Tokyo (1963)
- Miles & Monk at Newport (1963)
- Big Band and Quartet in Concert (1963)
- It’s Monk’s Time (1964)
- Monk (album) (1964)
- Solo Monk (1964)
- Live at the It Club (1964)
- Live at the Jazz Workshop (1964)
- Straight, No Chaser (1966)
- Underground (1967)
- Monk’s Blues (1968)
- The London Collection (1971)
- Monk’s Classic Recordings (1983)